# Fortín Las Chuñas
Fortín Las Chuñas, también conocida como Las Chuñas, es una localidad y estación de ferrocarril argentina situada en el oeste de la provincia del Chaco, en el departamento Independencia. Depende administrativamente del municipio de Campo Largo, de cuyo centro urbano dista unos 11 km.

## Origen del nombre
La zona era conocida como Campo Las Chuñas por la abundancia de chuñas, un género de aves del Chaco Occidental. Al instalarse el fortín en la zona se formó el nombre actual.

## Historia
El paraje comenzó a poblarse en 1920, cuando se construyó un fortín para vigilar un nutrido grupo de aborígenes que poblaba la zona, en la zona conocida como Campo Las Chuñas.

## Vías de comunicación
La principal vía de comunicación es la ruta nacional 89, que la comunica por asfalto al nordeste con Campo Largo y la ruta nacional 16, y al sudoeste con Corzuela y la provincia de Santiago del Estero.
Cuenta con la estación Fortín Las Chuñas, por sus vías del ferrocarril General Belgrano se trasladan cargas de granos a cargo de la empresa estatal Trenes Argentinos Cargas. También ocupa sus vías el tren de pasajeros de la empresa estatal SOFSE que presta un servicio diario entre Presidencia Roque Sáenz Peña y Chorotis.

## Población
Cuenta con 302 habitantes (Indec, 2010), lo que representa un incremento del 38% frente a los 219 habitantes (Indec, 2001) del censo anterior.
| Gráfica de evolución demográfica de Fortín Las Chuñas entre 1991 y 2010 |
|                                                                         |
| Fuente: Censos nacionales del INDEC                                     |